# Maysaa Maghrebi
Maysa Maghrebi (Árabe: ميساء مغربي) ( agosto de 1978, Mequinez) es una actriz marroquí. Empezó a trabajar en actuación en 2000, y ahora es una actriz famosa en los estados árabes del Golfo persa. Ha actuado, en Abu Dabi, en series televisivas egipcias, saudíes, kuwaitíes y emiratenses, en especial conocida por Tarab Fashion (2006) y Samarqand (2016).